# Holzverarbeitung

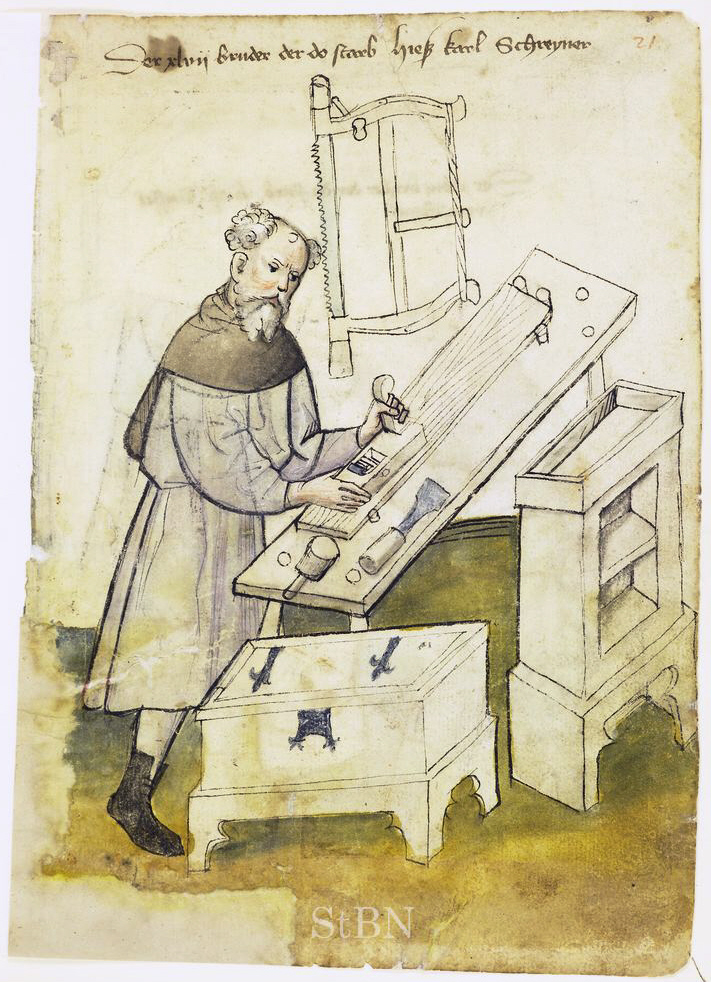
Schreiner um 1425

Unter Holzverarbeitung versteht man das Herstellen und Bearbeiten von Werkstücken aus Holz mit Werkzeugen, die teils direkt als Güter in den Gebrauch gehen, teils als Bauteile mit vorgegebenen geometrischen Bestimmungsgrößen (unter Einhaltung bestimmter Toleranzen und Oberflächengüten) in andere Gütern zu funktionsfähigen Erzeugnissen montiert werden. Die Holzverarbeitung ist ein Teilbereich der Fertigungstechnik.
Holzverarbeitung wird in den unterschiedlichsten Sparten von Industrie und Handwerk ausgeübt, so z. B. in der Schmuckherstellung, dem Werkzeug- und Formenbau bis zum Fahrzeugbau, Maschinenbau, Schiffbau und Brückenbau betrieben.
Man unterscheidet nach spanabhebenden oder nicht spanabhebenden Verfahren der Holzverarbeitung. Viele Berufe haben sich um die Holzverarbeitung gebildet (zum Beispiel Zimmermann, Schreiner, Stellmacher, Drechsler, Spillenmacher). Bei den meisten nicht spanabhebenden Bearbeitungsverfahren spielt – neben dem Dämpfen (Thonet) – der Leim eine besonders große Rolle.

## Geschichte

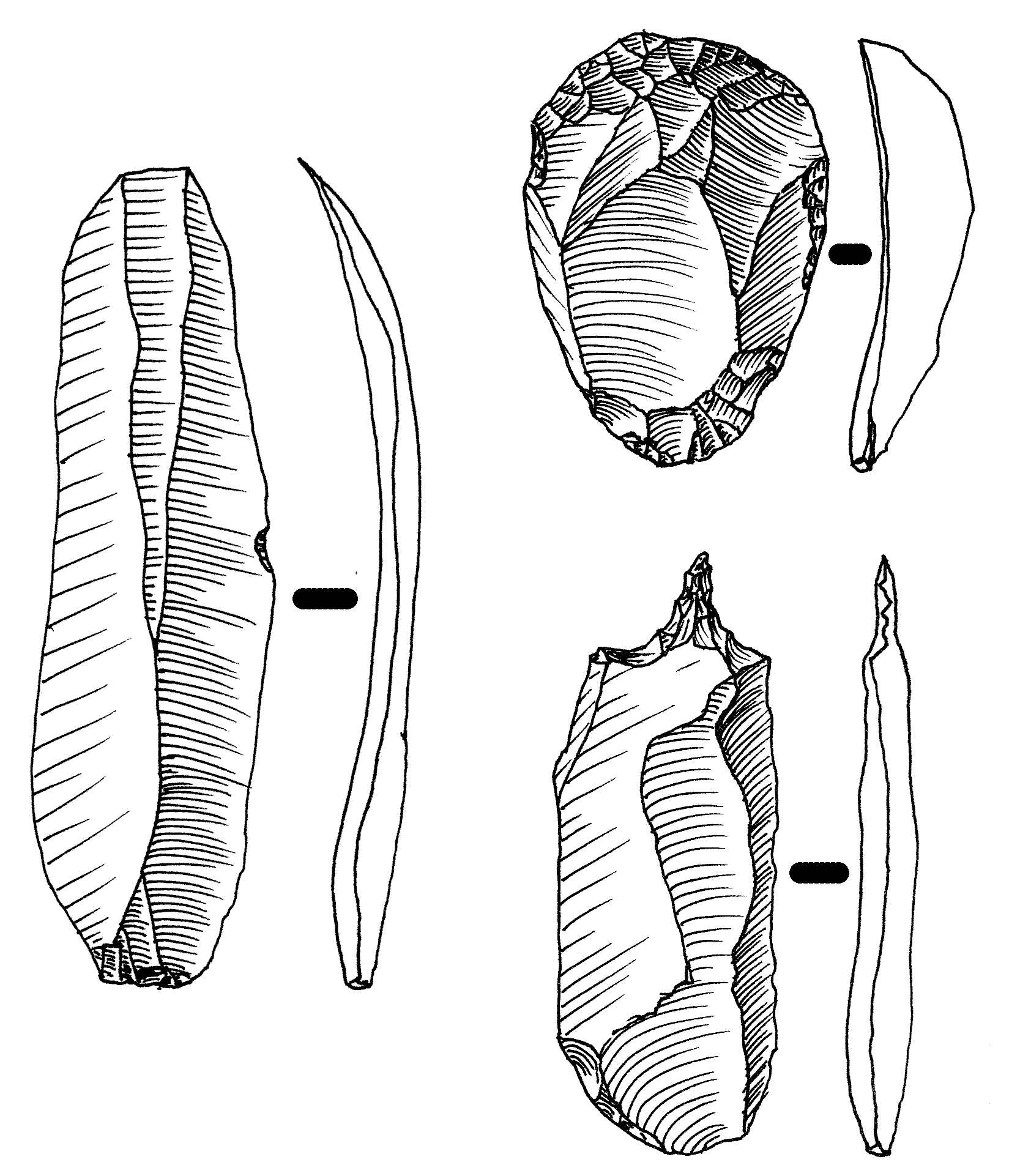
Feuersteinabschläge zum Schaben, Schneiden und Bohren

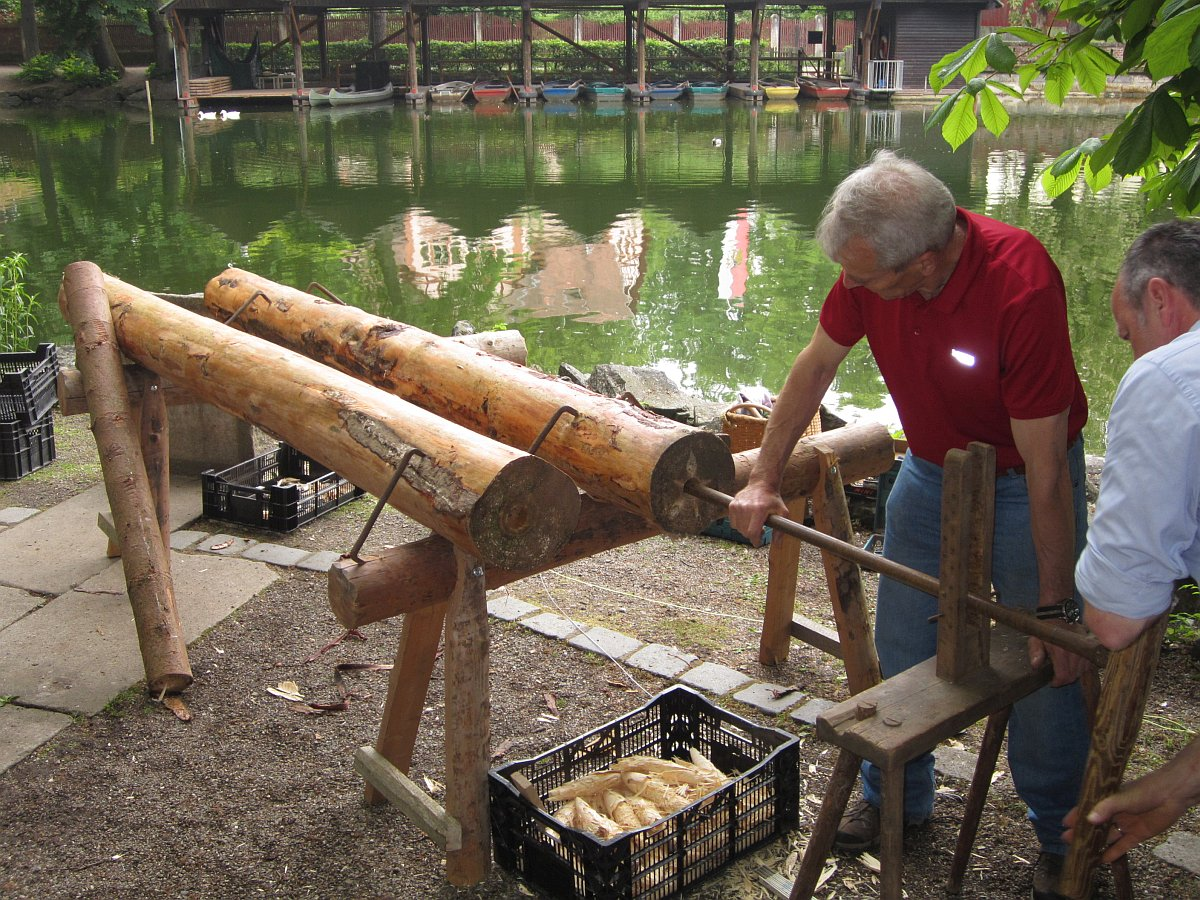
Herstellen von Holzröhren mit einem Deichelbohrer

Da Holz ein häufig vorkommender und leicht zu bearbeitender Werkstoff ist, ist die Holzbearbeitung beinahe so alt wie die Menschheit. Werkzeuge zum Bearbeiten von Holz (z. B. Bohrer, Schaber, Beile, Dechsel, Äxte, Beitel und Spaltkeile) sind seit dem Neolithikum bekannt und durch Funde belegt. Zunächst dürften wohl nur Äste bearbeitet worden sein (z. B. für Waffen wie Stöcke, Keulen, Spieße, Speere und Stockschleudern). Später kamen wenig bearbeitete Rundholzstämme als Hebelstangen, Stützen, Rollen etc. zum Einsatz; einer späteren Phase entstammen Einbäume, Blockhäuser usw. Noch später dann wurden gebeilte Balken hergestellt, die als Türrahmen, Türstürze oder bei Fachwerkbauten zum Einsatz kamen. Die Herstellung von gebeilten Brettern (z. B. im Schiffbau, für Türen und für Möbel usw.) gehört wohl in die Spätphase der frühen Holzbearbeitung.
Das Sägen als Fertigungsverfahren ist ebenfalls aus recht frühen Zeiten bekannt. Schon in der Bronzezeit setzten die Ägypter Bügelsägen aus Bronze ein, bei ihnen findet man auch erste Einlegearbeiten. Diese hohe Kunst der Oberflächenbearbeitung kam später im Europa des Mittelalters zum Erliegen. Der Hobel als ein für die Holzbearbeitung typisches Werkzeug ist bereits für die Römerzeit nachweisbar; so wurden im Jahr 1991 in Üttfeld/Eifel zwei Hobel aus der Römerzeit gefunden, deren Bau- und Funktionsweise durchaus modern anmutet.
Das erste maschinelle Bearbeiten von Holz, das Drechseln ist bereits bei den ersten Hochkulturen nachweisbar. Fiedelbohrer und Feile bzw. Raspel ergänzen das prähistorische Holzverarbeitunginventar. Als erste Leime wurden wahrscheinlich Baumharze eingesetzt. Diese Werkzeuge konnten durch die Kenntnis der Metallbearbeitung verfeinert und verbessert werden, aber auch die heutigen Holzverarbeitungsverfahren lassen sich im Prinzip noch auf diese Basisverfahren zurückführen.

## Werkzeuge
Holz wird in der Regel spanend bearbeitet, da es faserig ist und leicht splittert, ist eine sehr scharfe Schneide Voraussetzung. Die große Elastizität des Holzes bewirkt, dass der durch das Werkzeug weggepresste und somit nicht als Span abgetragene Teil des Holzes wieder seine Ausgangsform anstrebt. Dies kann bei Kreissägen zu gefährlichen Unfällen führen, daher ist ein Keil hinter dem Kreissägeblatt und eine Abdeckung Vorschrift, die ein Klemmen und/oder einen Rückschlag des Sägegutes verhindern.

### Begriffe/Unterscheidungen

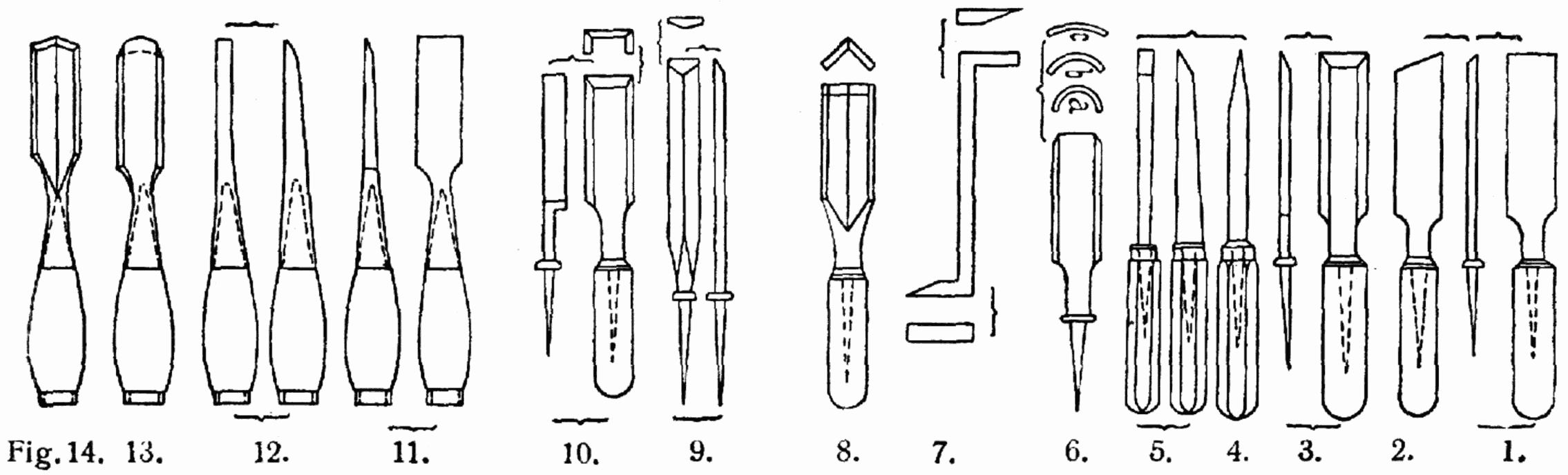
Formen von Beitel und Sticheln

Hobeln eines Balkens mit japanischem Ziehhobel (Kanna)

- Handgeführte Werkzeuge, die (mit Handballen, Klopfholz oder Knüpfel) geschlagen werden, nennt man Beitel
- Handgeführte Werkzeuge, die gestoßen oder gedrückt werden, nennt man Stichel
- Handgeführte Werkzeuge, die geschoben oder gezogen werden, sind Schaber, Ziehklinge und Hobel
- Als Beil bezeichnet man ein parallelgeschäftetes, als Dechsel ein quergeschäftetes Werkzeug mit Holm und schneidender Klinge
- Messer nennt man alle Werkzeuge, die ihre Schneide an der Längskante haben
- Fräser sind mehrschneidige Werkzeuge mit den Schneiden an Stirn- oder Längsseite
- Bohrer sind mehrschneidige Werkzeuge für axialen Vorschub
- Sägen sind mehrschneidige Werkzeuge mit Zähnen an ihrer Längsseite
- Feile und Raspeln sind mehrschneidige Werkzeuge mit Zähnen auf ihrer Oberfläche
- Keile sind Hilfswerkzeuge zum Auseinanderpressen des Holzes
- Zwingen sind Hilfswerkzeuge zum Zusammenpressen des Holzes

### Antriebe von Holzbohrmaschinen
- Hebel – bei den frühesten Bohrmaschinen häufig nur ein Querholz
- Bogen – durch einen Bogen, dessen Sehne einmal um den Bohrer gewickelt ist, können relativ hohe Drehzahlen erzielt werden
- Kurbel – als Bohrwinde bereits bei den Ägyptern bekannt
- Getriebe – Drillbohrer etwa ab dem 19. Jahrhundert
- Elektromotor – elektrische Handbohrmaschine 1895 (Fa. Fein)